# Záchranný kruh

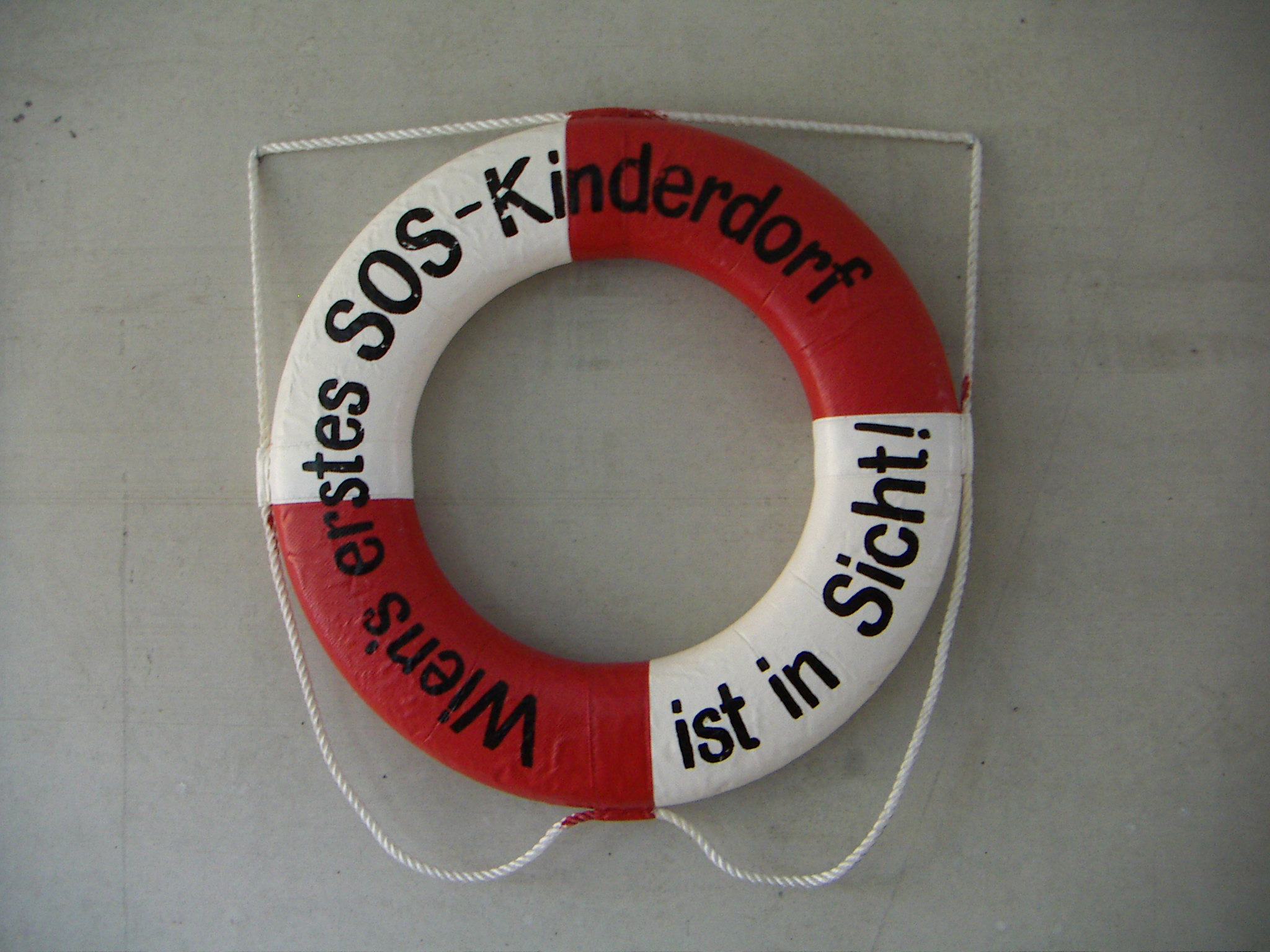
Záchranný kruh

Záchranný kruh je pevná plavecká pomůcka podobná běžnému plaveckému kruhu. Poskytuje se jako podpůrný prostředek tonoucím se neplavcům.
Je tvořen různými odolnými plasty (polyethylen, polyuretan, atd.), popř. dřevem. Obvykle je červeno-bíle pruhovaný nebo celý oranžový. Měl by se nacházet na každém plavidle a u vodních ploch na viditelném a dobře dostupném místě. Je obehnán šňůrou nebo provazem, sloužící nejen k přivázání např. k lodi, ba i pro snazší zachycení kruhu topícím se.

## Plavecký kruh
Plavecký kruh (též plovací kruh) je běžná pomůcka k plavání, zábavě a odpočinku ve vodě: Slouží jak začínajícím plavcům, pro výuku, tak i k odpočinku a vydýchání, aby se nemuselo až k okraji bazénu nebo na břeh. Na rozdíl od záchranného kruhu bývá typicky nafukovací, z plastové fólie různých tlouštěk. Výroba a materiály navíc musí být uzpůsobena pro použití dětmi, tedy musí splňovat hygienické a zdravotní požadavky. Navíc musí odolat přímém slunci a i odkládání na trávu: Bez změny barvy a stop po popálení, bez propíchnutí.

## Další využití
Díky svému poměrně silnému spojení se záchranou a pomocí, se kruh stal i symbolem nápovědy v některých počítačových programech.